# Liga para la protección de la naturaleza
La Liga para la Protección de la Naturaleza (LPN) ( Portugal, 1948 ) MHIH · MHM · MHIP es una organización ambientalista no gubernamental (ONG) de Portugal .

## Historia
Es la organización ecologista más antigua de la Península Ibérica, fue creada en 1948, gracias al poeta Sebastião da Gama, al observar la paulatina destrucción de la Mata do Solitário en la sierra de Arrábida (lugar de culto del poeta), por parte de un comprador de madera local. El poeta envió una carta al profesor de entomología del Instituto Superior de Agronomía, Carlos Manuel Leitão Baeta Neves, para que el gobierno hiciese algo para salvar ese bosque de una destrucción total.
En 1971, los trabajos de la LPN fueron fundamentales para la creación del Parque nacional de Peneda-Gerez.

## Reconocimiento
Se le concedió el título de Miembro de Honor de la Orden del Infante D. Henrique (9 de junio de 1994), Miembro de Honor de la Orden del Mérito (14 de julio de 1998) y Miembro de Honor de la Orden de Instrucción Pública (27 de mayo de 2018).